# 托雷峰
托雷峰位于南美洲南帕塔哥尼亚冰原，阿根廷与智利之间存在争议的地区， 海拔3128米，相对高度1227米，为世界上著名的花岗岩巨塔型山峰之一。